# Poritia rajata
Poritia rajata är en fjärilsart som beskrevs av Corbet 1940. Poritia rajata ingår i släktet Poritia och familjen juvelvingar. Inga underarter finns listade i Catalogue of Life.